# Carrer del Xipreret

Carrer Xipreret

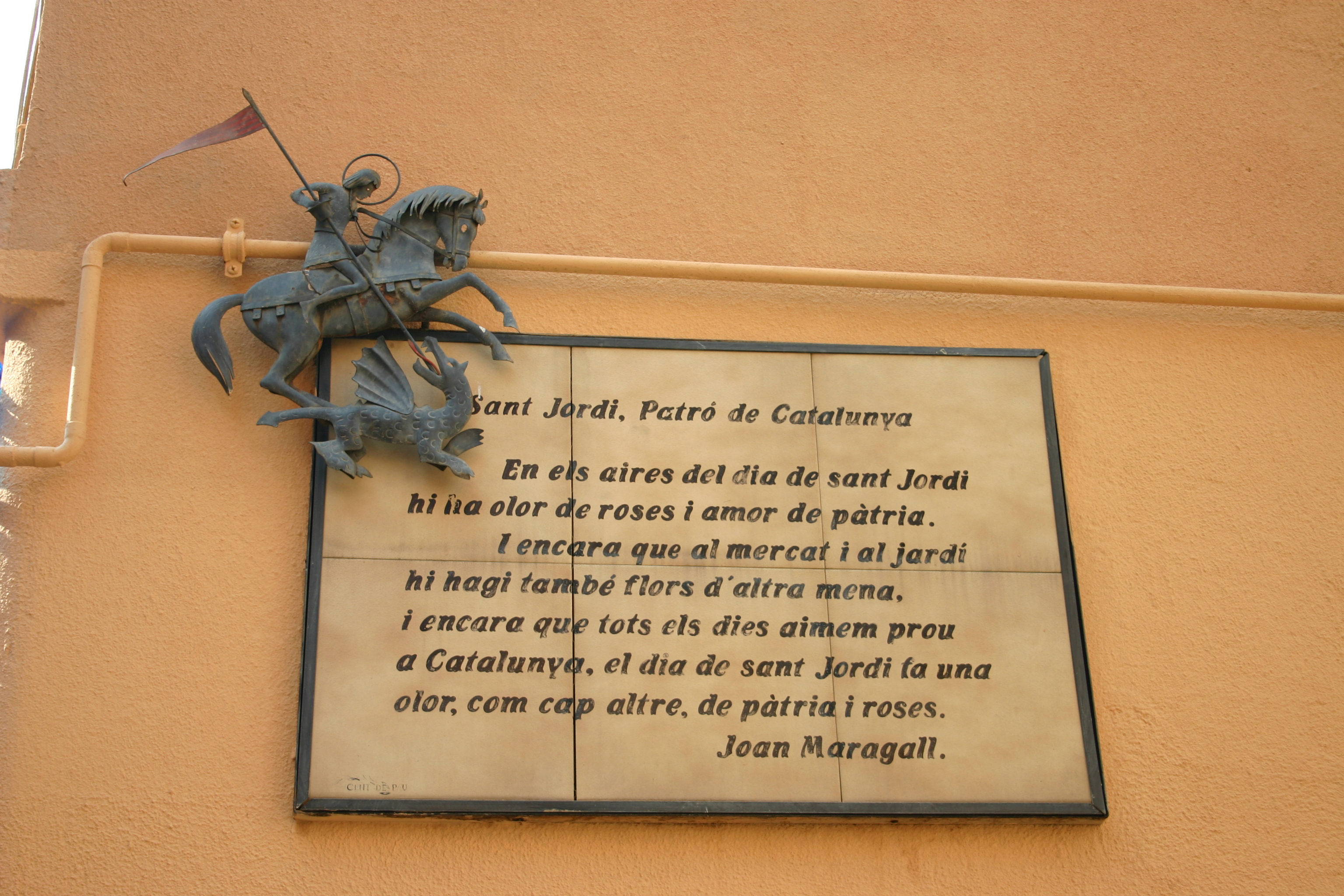
Sant Jordi.

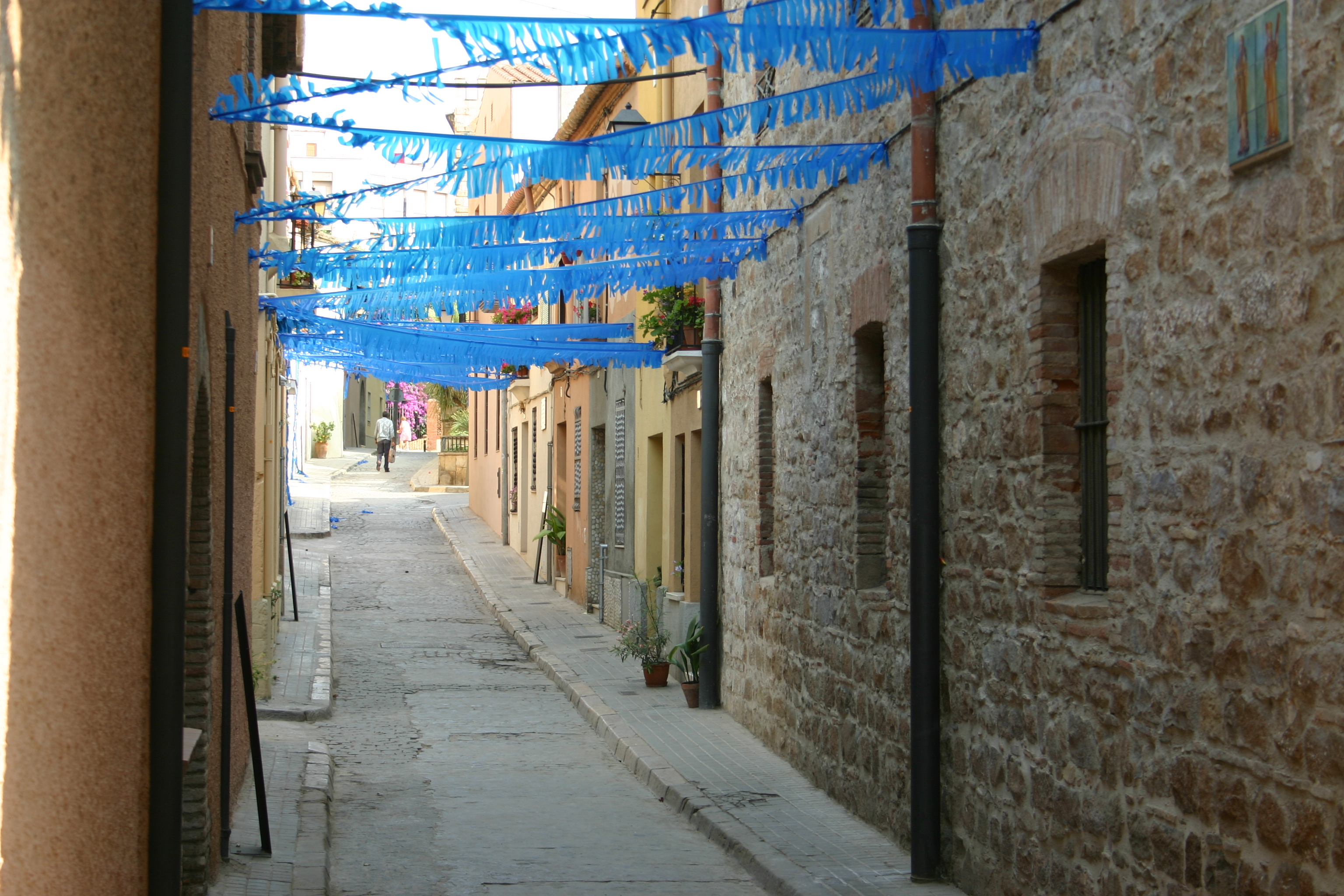
Carrer del Xipreret decorat.

El carrer del Xipreret és un dels carrers més emblemàtics de l'Hospitalet de Llobregat. Al llarg de poc més de 100 metres hi ha representada la història arquitectònica de la ciutat. Hi ha 27 elements protegits al carrer pel Pla Especial de Protecció de Patrimoni Arquitectònic.
L'origen del carrer se situa en l'època romana on feia de separació entre propietats agrícoles. En aquest lloc es forma el nucli de l'Hospitalet. La presència de la Torre Blanca (l'Harmonia), de la qual es té documentació del segle xi, fa que en aquestes terres es fundés el petit hospital de camí que donaria nom a la ciutat. A partir del segle xvi viu un moment d'expansió, en aquella època les famílies més importants es construeixen grans casals al llarg i al costat del carrer.
Hi ha diversos corralons, petits culs de sac oberts al carrer principal, però que ofereixen un espai que havia esdevingut un pati comunitari on se situaven els pous i safareigs per a rentar la roba.

## La Talaia
Torre de defensa, 1587
Torre quadrada composta de planta baixa i quatre pisos. Construïda l'any 1587 com a part del mas Burguera o Modolell de la Torre. Va ser traslladada del seu primitiu emplaçament, al carrer Talaia l'any 1972. El seu objectiu era vigilar i protegir dels atacs de pirates i corsaris.

## Ca n'Oliver
Edifici de dos cossos, segle xix
Edifici compost per dos cossos adossats, dels quals el més proper Barcelona ha estat mutilat, refent-se la façana amb elements d'èpoques anteriors (S. XV-XVI), provinents d'un altre edifici. L'altre posseeix un portal dovellat fet de maons i la coberta vessa aigües sobre els laterals.

## Cases 87-95
Són cases entre mitgeres dels segles xvii i xviii que han conservat la seva fisonomia rural. Són cases unifamiliars, de planta baixa i pis, aixecades sobre una parcel·la absolutament regular que disposa al darrere d'un pati o eixida. Totes presenten teulades de dues vessants amb el carener paral·lel a la façana. Les portes són d'arc de mig punt o rebaixat o amb llinda, i les finestres són allindanades.

## Cases 47-57
Són cases entre mitgeres del segle xix, entre dos "corralons" del carrer Xipreret. Els corralons són petits culs de sac oberts al carrer principal. Com no eren un lloc de pas van esdevenir un pati comunitari on se situaven pous i safareigs.
Consten de planta baixa i un pis i tenen un petit pati al darrere. Totes les façanes tenen les obertures amb llindes i petits balcons al primer pis. La seva pervivència fa que es mantingui la imatge del que fou el procés d'urbanització del carrer.

## Cases 41-45
Cases entre mitgeres, S. XVIII-XIX

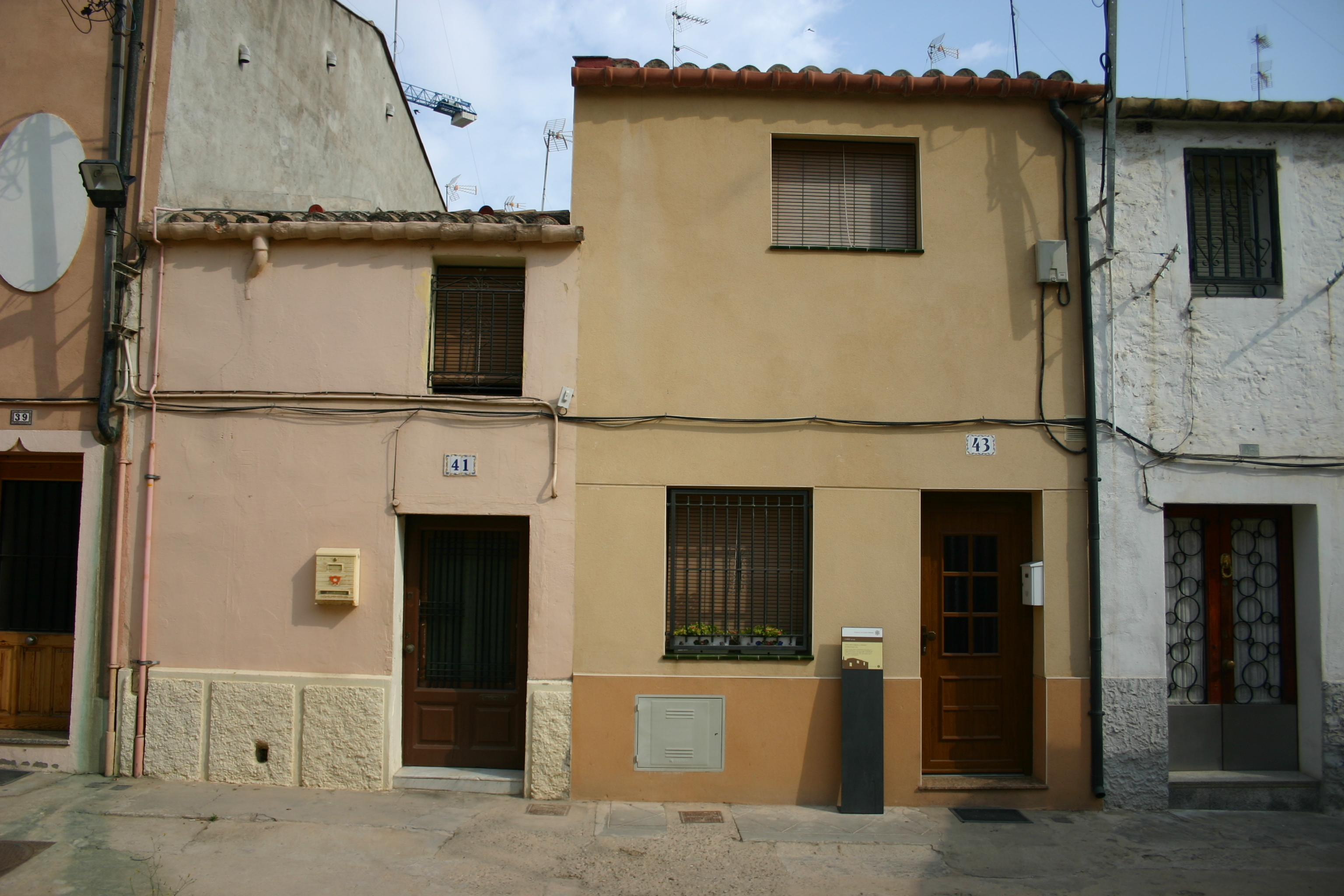
41-45

Conjunt de tres edificis independents, però d'unes mateixes característiques. Responen al tipus d'habitatge que s'edificà als "corralons" als segles XVIII i inicis del xix. Són casetes de planta baixa i pis, amb teulada a dues vessants i un pati posterior.

## Casa dels finestrals gòtics
És una masia que conserva dos finestrals gòtics flamígers, del segle xv o inicis del xvi. Es tracta d'una antiga masia amb planta baixa i pis. De la tipologia original només en resta la forma de la façana amb coberta a dues aigües i el carener perpendicular a aquesta. Una part de l'edifici fou enderrocada i substituïda per una de nova. Les parets són de fang amb basament de pedra. En l'obra de tàpia hi ha intercalats maons per reforçar el parament. Destaquen les dues finestres gòtiques amb arcs conopials amb decoració de pedra calada i caps humans.

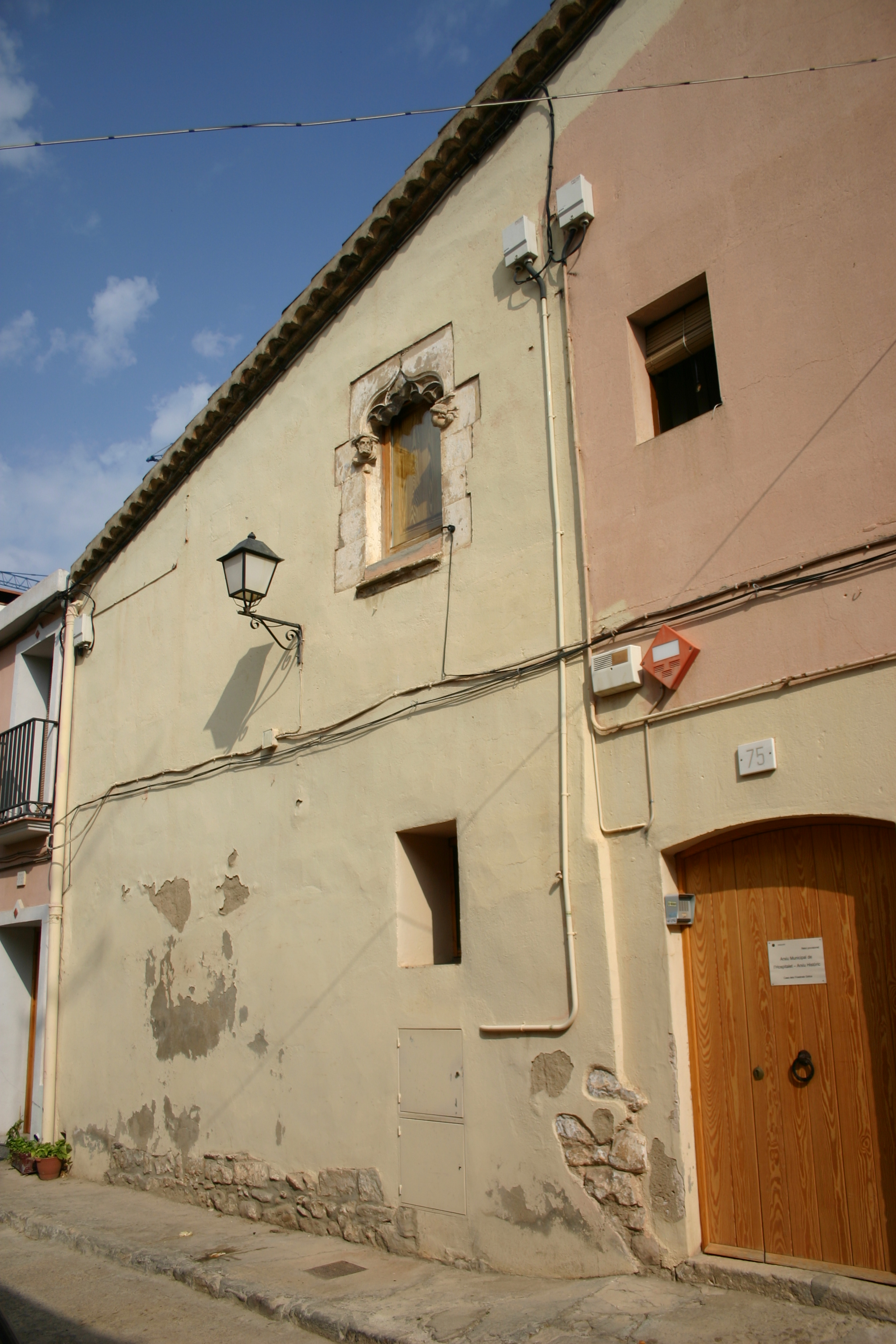
Façana gòtica
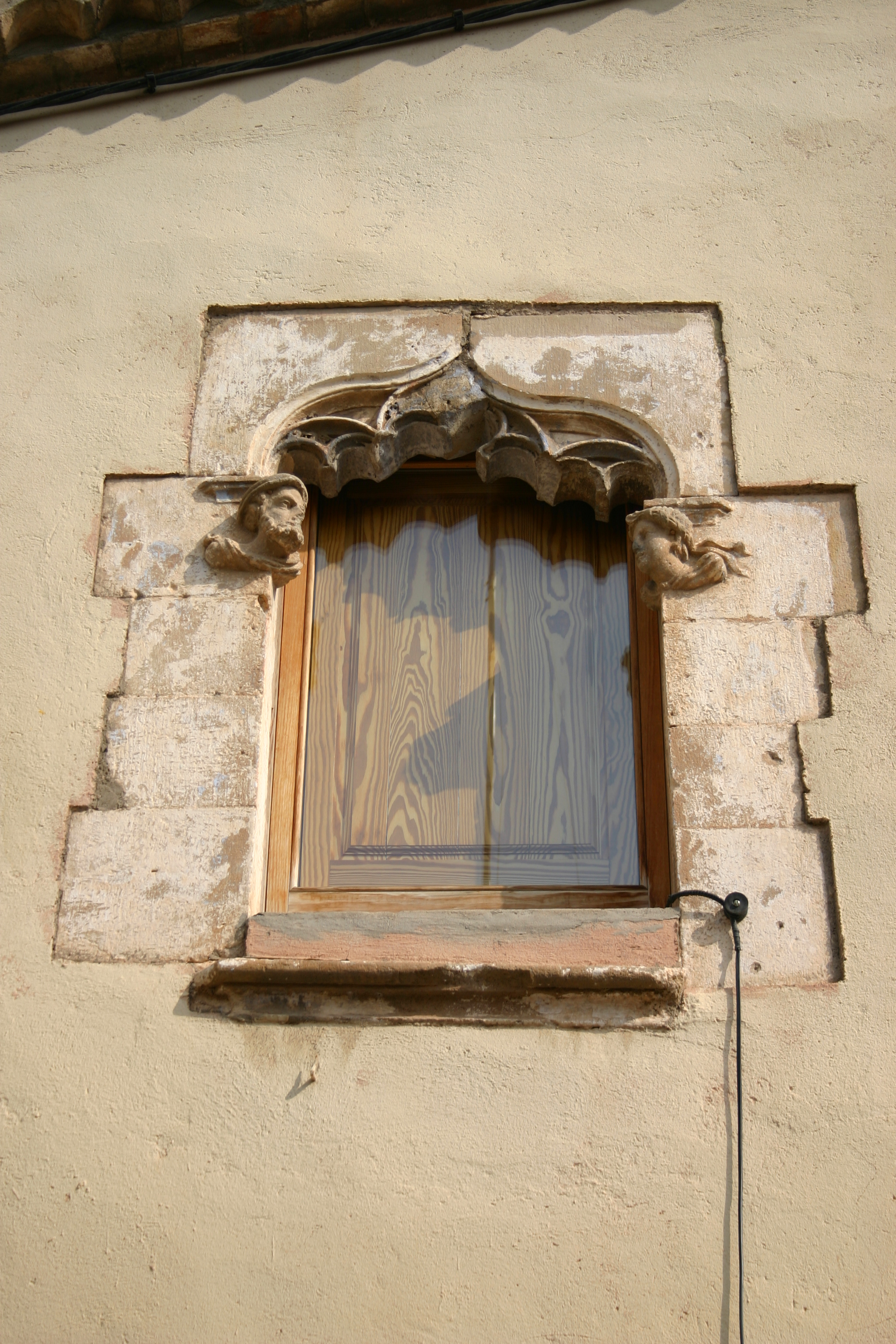
Detall d'un finestral
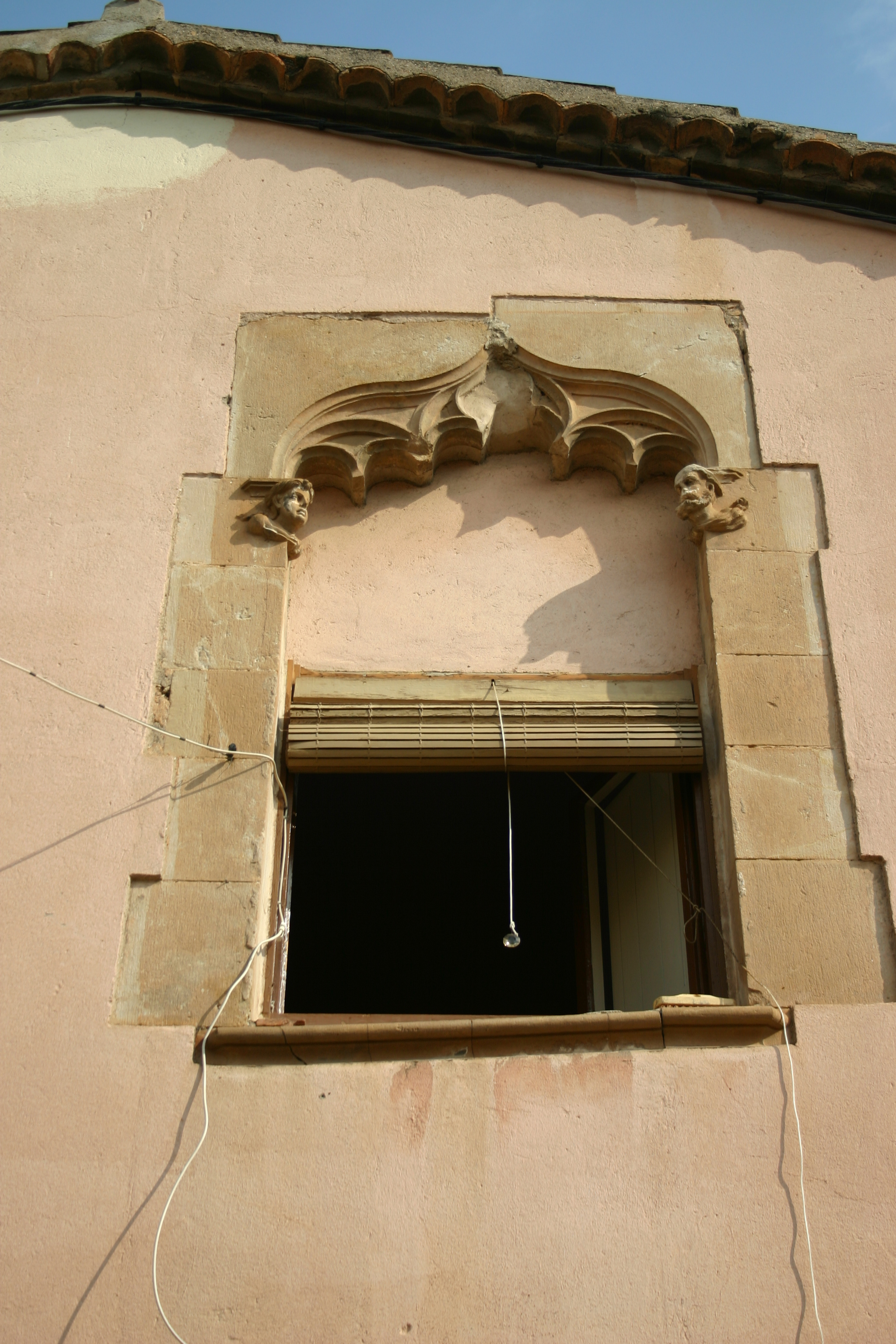
Detall d'un altre finestral

## Casa Espanya
Casa pairal, 1563
Residència senyorial, construïda el 1563. El 1753 es reformà. La porta és dovellada. Al primer pis s'obren tres balcons, de llindes de pedra decorades amb els escuts de la mitja lluna dels Llunell i la roda de molí dels Molines. A la planta alta hi ha sis finestres al costat d'un matacà central.
En l'actualitat és la seu del Museu d'Història de l'Hospitalet.

## Ca la Vidala
Casa de Pere Mestres, 1769
A l'arc de pedra de la porta es pot llegir: "Pera Mestras y Batllori. Pajes. 1769". Aquest va edificar el que era, sens dubte, una masia important. L'aparença actual es troba alterada per les reformes que sofrí l'immoble a principis del segle xx.

## Can Sumarro
Masia, 1580

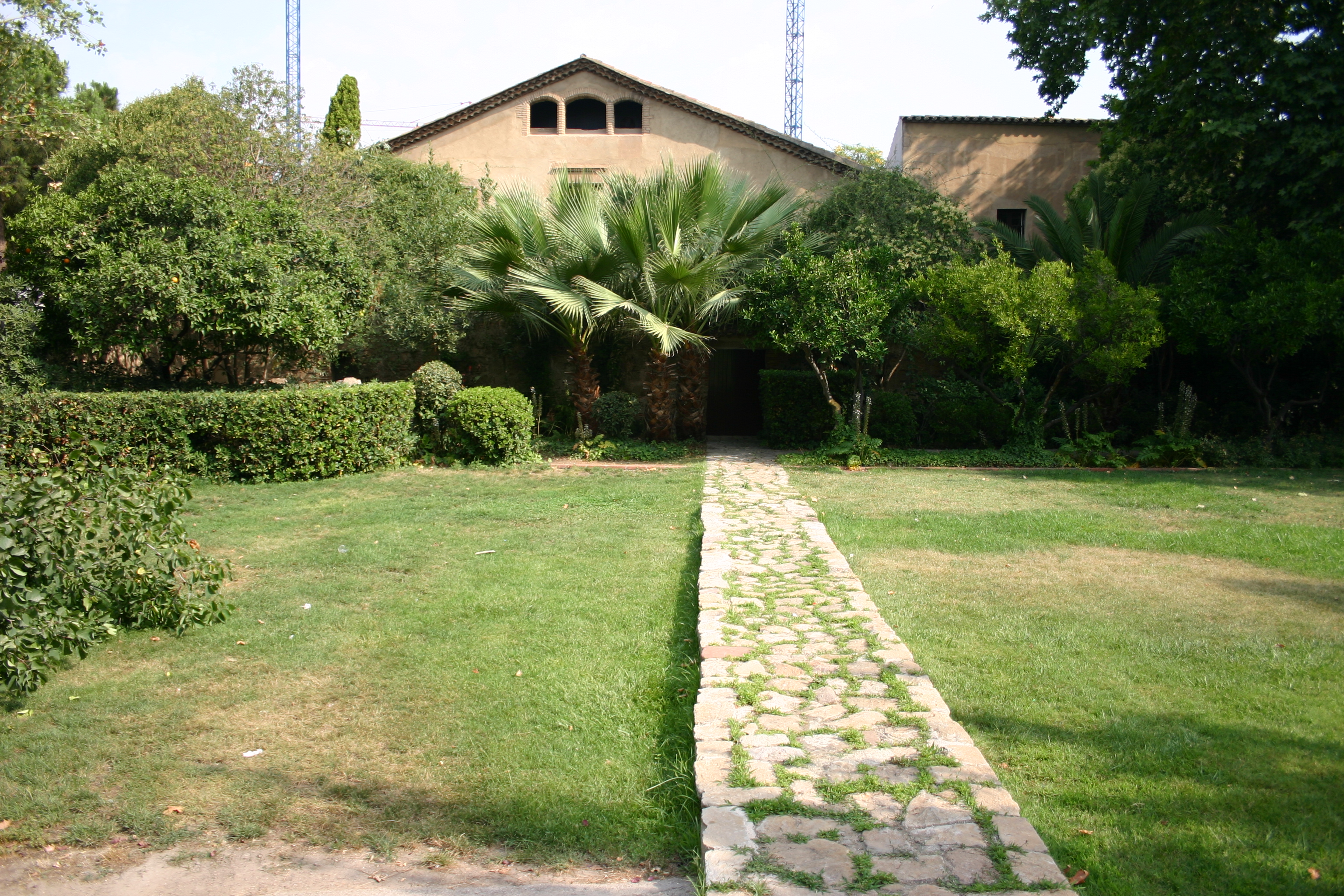
Can Sumarro

Masia construïda per Montserrat Cerdanya l'any 1580. Té planta baixa, pis i golfes amb coberta a dues aigües. La porta principal és de mig punt dovellada amb la inscripció del propietari. A la part posterior s'ha conservat, així mateix, la pallissa de la masia.
En l'actualitat s'utilitza com a biblioteca.

## Cases 28-32

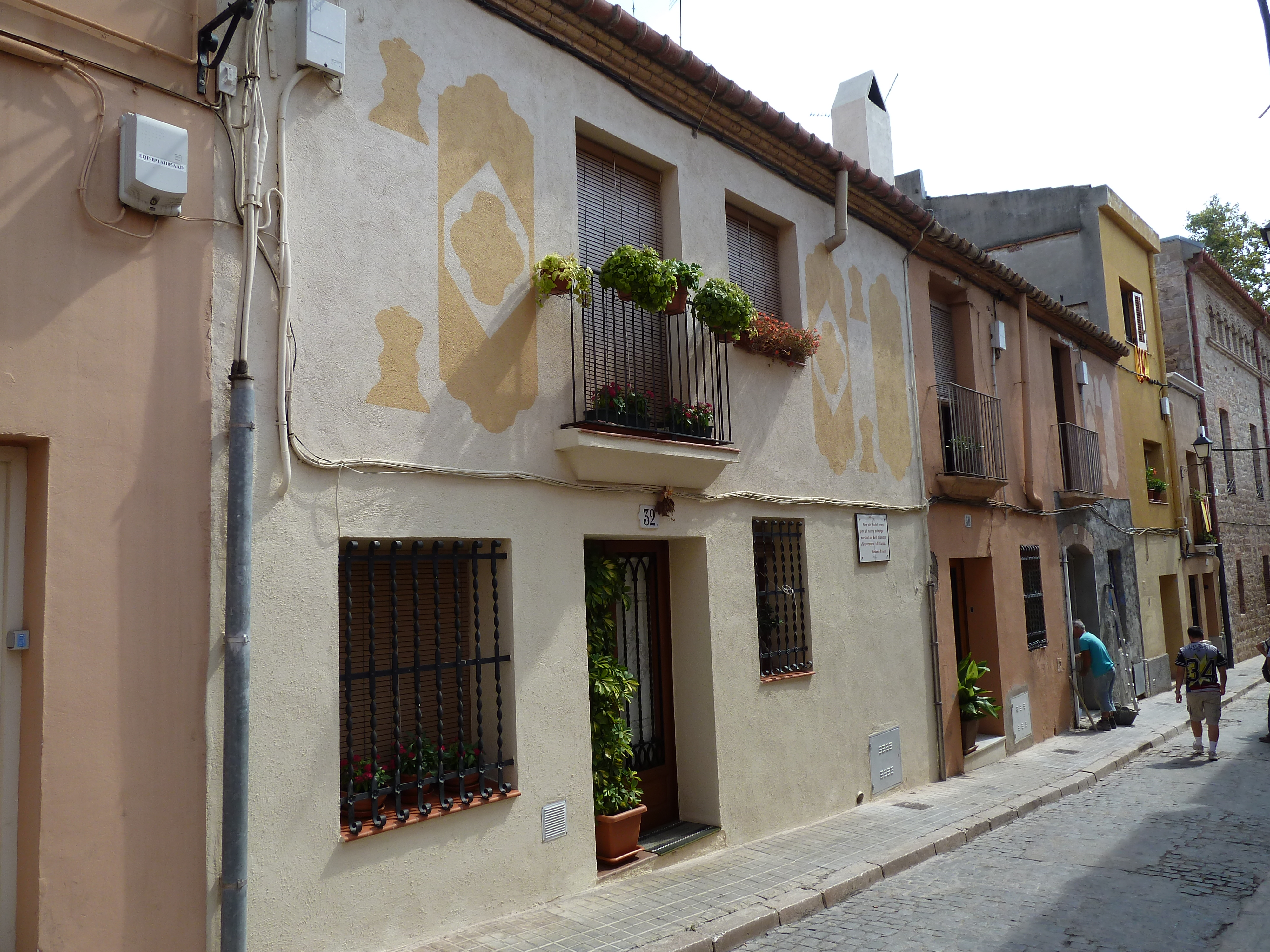
Números 28-32

Es tracta de tres habitatges unifamiliars gairebé idèntics, de planta baixa i un pis. Totes les obertures són allindanades i les tres façanes estan decorades amb plafons estucats. És possible que es construïssin a finals del segle xviii o inicis del XIX. L'estructura original ha estat modificada, han aparegut noves obertures i balcons.